# Claremont House

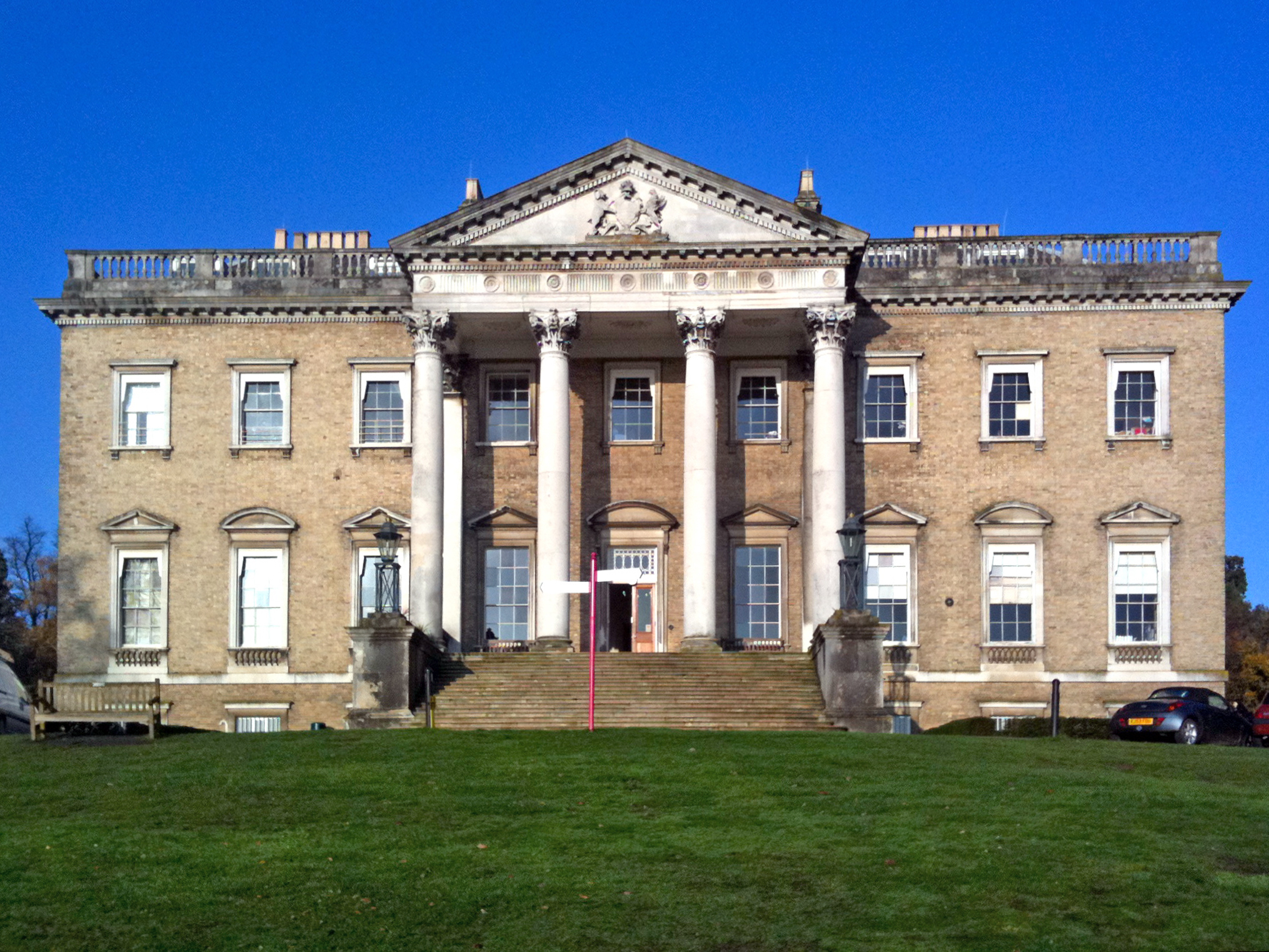
Claremont House, um 2010

Claremont House ist ein Landsitz südwestlich von Esher in der englischen Grafschaft Surrey. Er war zeitweilig Wohnsitz verschiedener gekrönter Häupter. Der ihn umgebende Park gilt als einer der ältesten erhaltenen Englischen Landschaftsgärten überhaupt und übte großen Einfluss auf die Gestaltung vieler nachfolgender Anlagen aus. Einige der berühmtesten britischen Gartengestalter und Architekten haben an der Gestaltung von Claremont House mitgewirkt, darunter Sir John Vanbrugh, Capability Brown, Charles Bridgeman und William Kent.

## Baugeschichte

### John Vanbrugh
Der erste Bau auf dem Gelände, Chargate genannt, wurde 1708/9–10 von dem Architekten John Vanbrugh für sich selbst errichtet. Dieser nicht erhaltene, von Vanbrugh als relativ klein beschriebene Bau, zu dem auch Stallungen und ein ummauerter Garten (walled garden) gehörten, stand auf einer Fläche etwas unterhalb des heutigen Gebäudestandortes. Das erhaltene „White Cottage“ (weißes Landhaus) auf dem Landsitz stammt vermutlich aus derselben Zeit. Der umgebende Park wurde zunächst im barocken Stil von Charles Bridgeman in Zusammenarbeit mit Vanbrugh entworfen. Daneben wird eine Beteiligung von Stephen Switzer an der Gestaltung angenommen. Aus dieser Zeit erhalten ist ein um 1725 von Bridgeman gestaltetes Rasen-Amphitheater. Des Weiteren gehörte zu der barocken Anlage ein Bowling Green, ein rundes Wasserbassin, Heckenpflanzungen und ein Wegenetz.

### Herzog Pelham

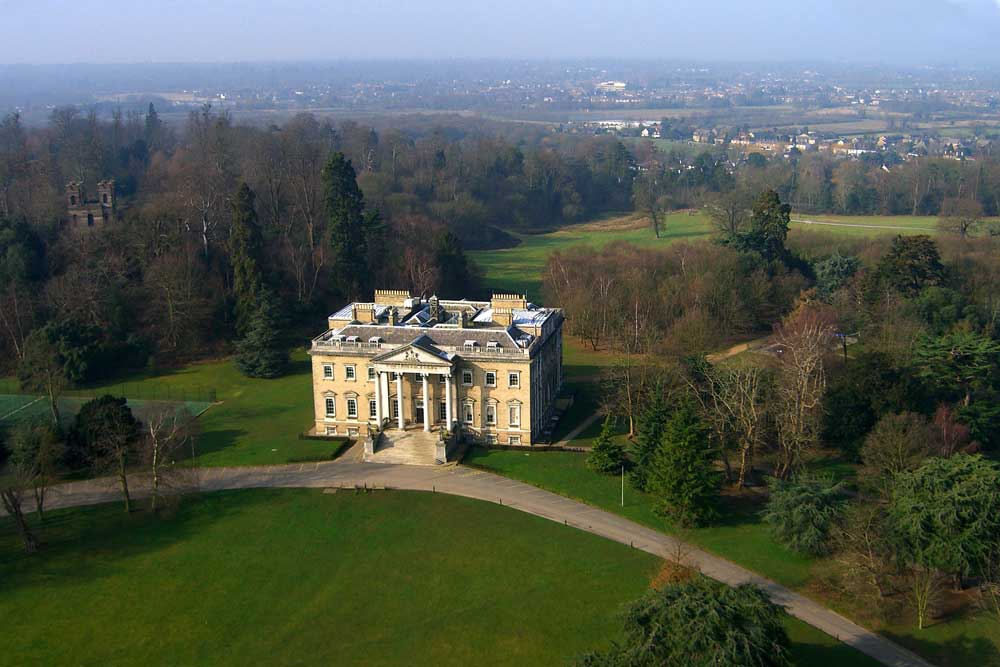
Claremont House

1714 verkaufte Vanbrugh das Anwesen an seinen Freund und Gönner Thomas Pelham-Holles, Earl of Clare, ein Großgrundbesitzer und Whig-Politiker, späterer Herzog von Newcastle und zweimal britischer Premierminister. Für diesen erweiterte Vanbrugh das Gebäude 1715 bis 1720 um zwei Flügelbauten und errichtete um 1715 auf einem nahen Hügel als Point de vue des Parkes einen festungsähnlich wirkenden Aussichtsturm, das sogenannte „Belvedere“ (italienisch: „schöne Aussicht“), von dem aus die Gäste des Hauses den Blick in die Landschaft genießen konnten. Der zum Belvedere-Turm führende heckenbegrenzte Rasenweg wird heute Bridgeman's Walk genannt. Die von der Ferne echt aussehenden Fenster des Turmes sind augentäuschende Scheinarchitektur aus weißen und schwarzen Mauersteinen. Unter Bezugnahme auf den Aussichtshügel nannte der neue Besitzer das Anwesen „Clare-mont“, was später zu „Claremont“ verkürzt wurde. Bereits 1727 preist eine Beschreibung den Park als den „nobelsten in ganz Europa“ (the noblest of any in Europe).

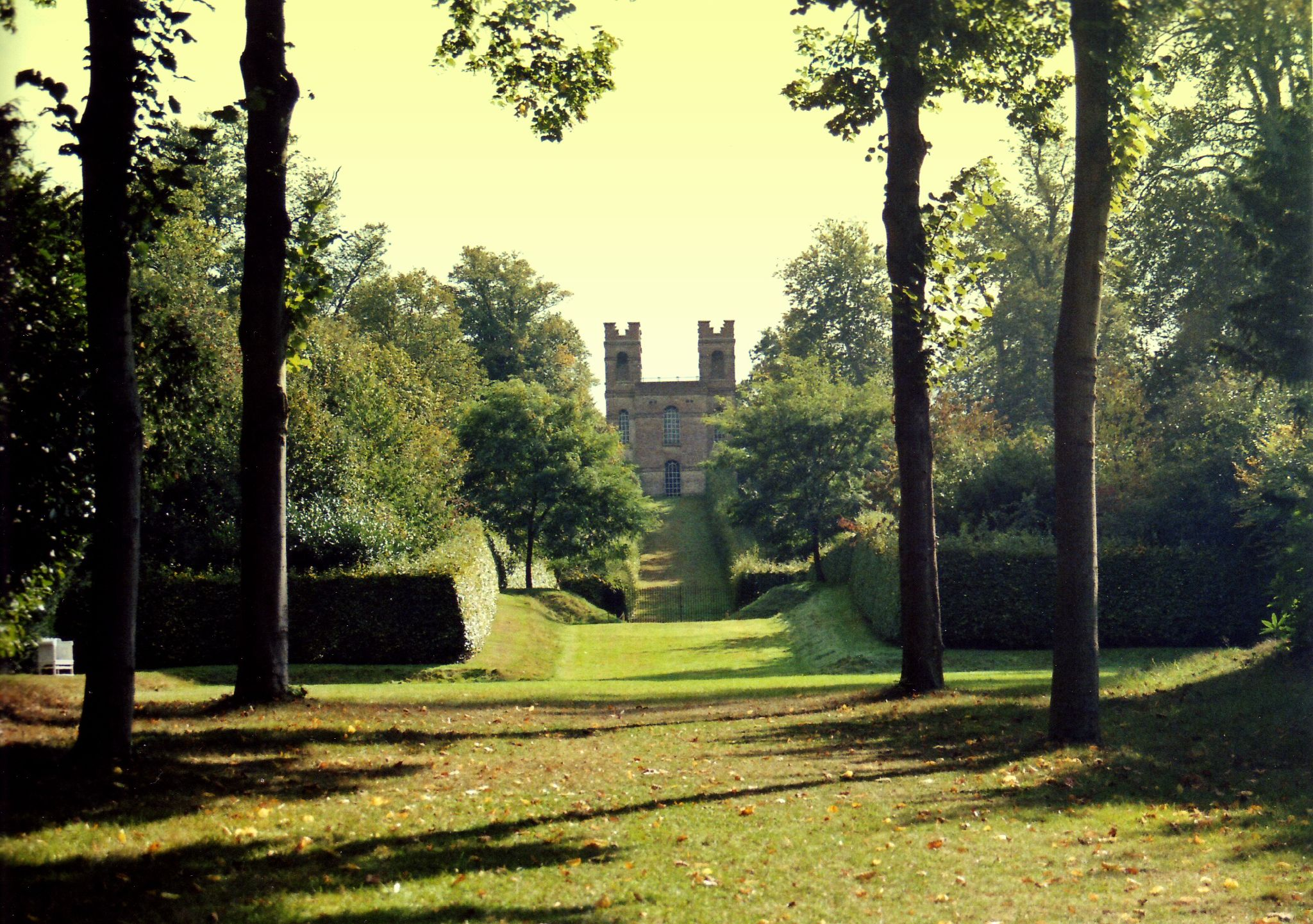
Blick auf das „Belvedere“, eine nach Plänen von John Vanbrugh errichtete romantische Staffage im Landschaftspark von Claremont House

Etwa 1734 wurde William Kent beauftragt, um, mit Beteiligung von Thomas Greening, bis 1748 den Park zu vergrößern und in den naturnahen Stil umzuwandeln, unter Ausschmückung mit romantisierenden Elementen. Ein Wasserkanal und das Rundbassin des Barockgartens wurden zu einem bogenförmigen See („Serpentine Lake“) umgestaltet. Auf einer Insel im See errichtete um 1735 wohl Kent einen Pavillontempel, der zwar nur als Ruine erhalten ist, die aber inzwischen restauriert wurde. Zwei weitere Pavillonbauten Kents im Park, davon einer zu einem Bowling Green gehörend, sind durch Abbildungen belegt, aber nicht erhalten. Am Ufer des Sees platzierte Kent um etwa 1738–1740 einen dreibogigen Bau im Palladianischen Stil mit einem künstlichen Wasserfall. Er wurde jedoch bereits im Zuge von um 1750 vorgenommenen Änderungen durch das heute (in der teilrestaurierten Form von 1975) zu sehende Grottenbauwerk des Baumeisters Joseph Pickford, ein Onkel des Architekten Joseph Pickford aus Derby, ersetzt, das innen mit glitzernden Inkrustationen versehen ist, die besonders bei nächtlicher Beleuchtung reflektierend zur Geltung kommen. Von dem Kartographen und Gartenentwerfer John Rocque in Kupfer gestochen, sind aus dem Jahr 1738 ein Gartenplan und Ansichten (zum Beispiel des nicht mehr bestehenden Bowling Green) überliefert. Das von Bridgeman gestaltete barocke Rasen-Amphitheater ließ Kent lediglich mit Boden überdecken und bepflanzen. Es geriet über Jahrhunderte in Vergessenheit und wurde erst im Zuge der ab 1975 begonnenen Restaurierungsarbeiten entdeckt und als Überbleibsel des barocken Gartens restauriert; auf ihm wird heutzutage alljährlich das sogenannte Claremont Fête champêtre (eine Art Kostümfest mit Musik, Theater und Feuerwerk) abgehalten. Zwischen 1738 und 1742 wurde ein Teilbereich im Park im Sinne der zeittypischen Idee einer ornamented farm (verschönerten Landwirtschaft) angelegt: ein von einem Eibenhain umgebenes, reetgedecktes Häuschen (Thatched House) mit vorgelagertem kleinem Teich und einem Platz, der wohl für Spiele und vielleicht (laut einer Beschreibung von 1768) für Hahnenkämpfe genutzt wurde. Dieser Bereich bestand aber nicht lange, wegen Problemen mit der Wasserversorgung wurde der Teich 1750 verfüllt. Ende des 19. Jahrhunderts errichtete man einen Nachbau des Häuschens, der heute noch besteht.
Der deutsche Herzog Ernst II. von Sachsen-Gotha-Altenburg besichtigte auf einer gemeinsam mit seinem Bruder August unternommenen Bildungsreise durch Europa 1768/69 in England neben Stowe House, Carlton House und Painshill Park auch Claremont House. Beeindruckt vom Gesehenen ließ er ab 1766 (zeitgleich mit dem Dessau-Wörlitzer Gartenreich) südlich von Schloss Friedenstein in Gotha den Herzoglichen Park anlegen, einen der frühesten Landschaftsgärten im englischen Stil auf dem europäischen Kontinent. Als Planer konnte er über seine Tante Augusta von Sachsen-Gotha-Altenburg auf John Haverfield zurückgreifen, der als Hofgärtner  in Kew Gardens und Richmond Park tätig gewesen war.

### Baron Clive
Als Herzog Pelham 1768 starb, veräußerte seine Witwe die Besitzung 1769 an Robert Clive, 1. Baron Clive, den Begründer der Macht des britischen Empire in Indien. Bereits zu Lebzeiten hatte Herzog Pelham aufgrund hoher Schulden Claremont an Baron Clive verpfänden müssen. Der zu großem Reichtum gekommene Baron Clive ließ den kleinen Bau Vanbrughs abreißen. Er beauftragte Lancelot Brown und dessen Schüler und späteren Schwiegersohn, den Architekten Henry Holland, auf der Anhöhe oberhalb des Vorgängerbaus das heutige Claremont House im Stil des Palladianismus zu errichten. Dies ist der einzige Neubau, der aus der Feder des hauptsächlich als Landschaftsgestalter bekanntgewordenen „Capability“ Brown stammt. Auch William Chambers soll Entwürfe geliefert haben, aber nicht zum Zuge gekommen sein. Brown, der von 1768 bis 1774 in Claremont tätig war, nahm auch Veränderungen der Landschaft vor, änderte den Verlauf des den Park umgrenzenden Ha-Ha, leitete die Portsmouth Road um und bepflanzte das barocke Rasenamphitheater mit Libanonzedern und immergrünen Gehölzen. Die Zedern sind heute zu voller Größe herangewachsen und werden vom National Trust zu den schönsten in ganz England gezählt. Der Bauherr Clive soll in die Bauarbeiten die damals gewaltige Summe von über 100.000 £ investiert haben, er selbst lebte jedoch niemals dort: im Jahr der Fertigstellung des Außenbaus (1774) beging er Suizid. Die Innengestaltung des Hauses, von der einige Teile (zum Beispiel die Eingangshalle) einem damaligen Mitarbeiter von Henry Holland, John Soane, zugeschrieben werden, wurde daher erst 1779 in vereinfachter Form fertig.
Eine der frühesten und umfassendsten Schriften über Theorie und Praxis des pittoresken englischen Landschaftsgartens der Frühzeit, die erstmals 1770 erschienenen Observations on Modern Gardening, illustrated by descriptions (Betrachtungen zur modernen Gartengestaltung) des britischen Politiker, Schriftsteller und Gartentheoretiker Thomas Whately, welche durch viele Nachauflagen weite Verbreitung und große Bedeutung für die Verbreitung und Ausformung der Landschaftsgartenidee erlangte, bezieht sich direkt und indirekt mehrfach auf die Anlagen von Claremont House.

### Leopold von Sachsen-Coburg
Nach dem Tod von Baron Clive ging das Besitztum zunächst an den irischen Lord Galway, dann wurde es Wohnsitz des Earl of Tyrconnell, 1807 kaufte es Charles Rose Ellis (der spätere 1. Baron Seaford).
Im Zuge eines Englandbesuches zur Feier des Sieges über Napoleon kam 1814 Leopold von Sachsen-Coburg nach Claremont House und lernte dort seine spätere Frau, die englische Thronanwärterin Prinzessin Charlotte Augusta von Wales, Tochter des späteren Königs Georg IV., kennen. 1816 wurde Claremont für 66.000 £ vom britischen Staat (Commissioners of Woods and Forests) als Hochzeitsgeschenk für das Paar erworben, das nun dort residierte. Die Prinzessin starb allerdings bereits im November 1817 nach einer Totgeburt. Als Leopold erster König von Belgien wurde, verließ er 1831 Claremont, blieb aber bis zu seinem Tod 1865 Eigentümer der Liegenschaft.
Im Auftrag von Prinzessin Charlotte entwarf deren Hausarchitekt John William Hiort, unterstützt vom Gartengestalter John Buonarotti Papworth und dem Künstler Augustus Charles Pugin, in den Jahren 1816 bis 1831 diverse Nebengebäude im Park, zum Beispiel das neugotische Teehaus (genannt Retreat), das nach dem Tod der Prinzessin in eine Erinnerungskapelle (Kenotaph) umgewandelt wurde und ein Kamelienhaus. Einige Ansichten aus Claremont von Hiort sind erhalten.

### Queen Victoria und Herzog Carl Eduard von Sachsen-Coburg und Gotha

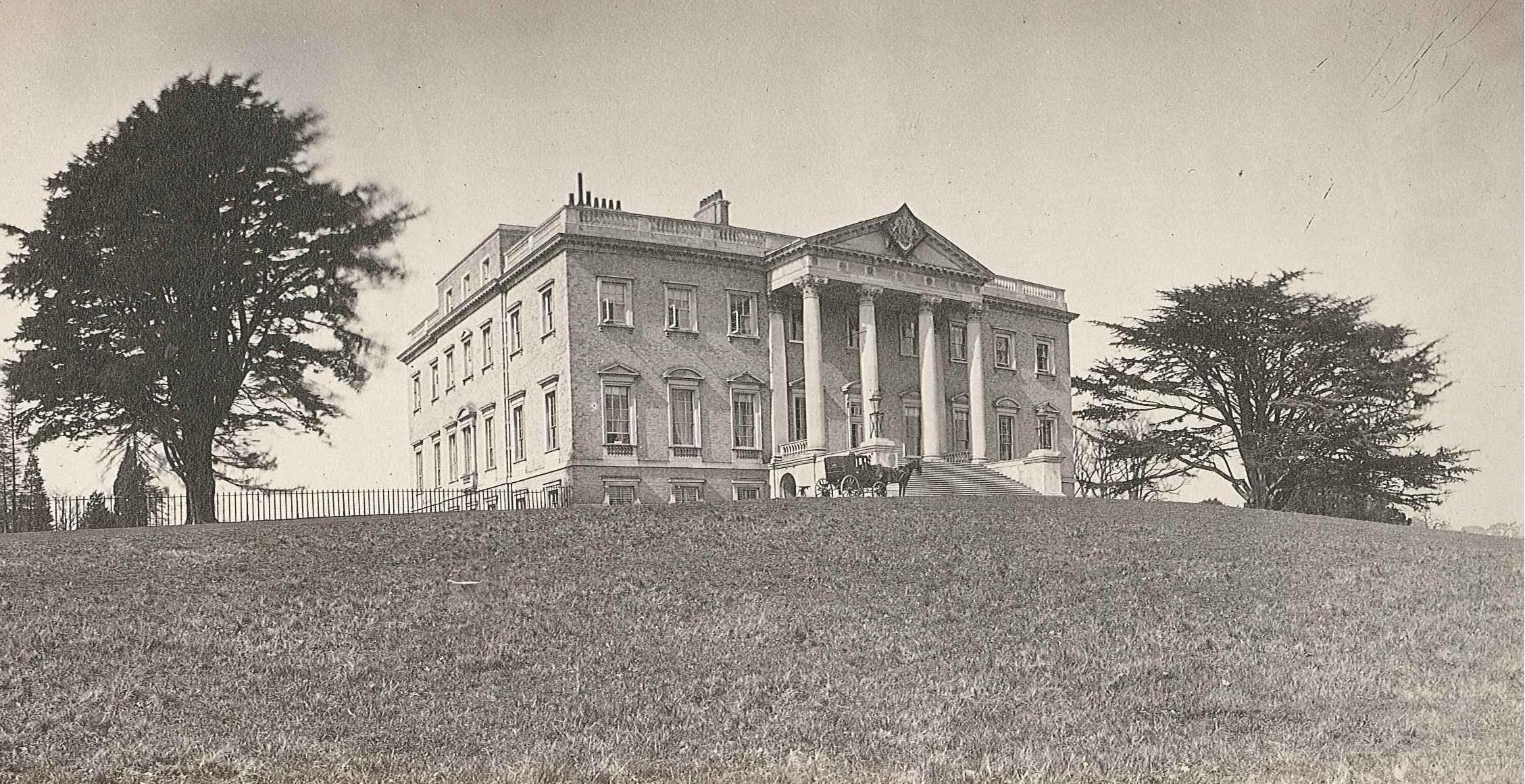
Claremont House, um 1860

Die britische Königin Victoria, deren Onkel Leopold war, war schon seit Jugendzeiten und auch nach ihrer Heirat häufig Gast auf Claremont House. Leopold lieh ihr 1831 Claremont House und Victoria überließ es ab 1848 dem nach der Februarrevolution 1848 ins englische Exil geflohenen, letzten französischen König Louis-Philippe und dessen Frau Maria Amalia von Neapel-Sizilien, den Schwiegereltern König Leopolds, als Unterkunft. Louis-Philippe starb 1850 auf Claremont, ebenso 1866 Maria Amalia. Die Frau ihres zweiten Sohnes Louis, Viktoria von Sachsen-Coburg-Saalfeld-Koháry, verstarb 1857 ebenfalls hier.
1882 erwarb Queen Victoria Claremont für ihren jüngsten Sohn Leopold, Duke of Albany anlässlich dessen Hochzeit mit Prinzessin Helene von Waldeck-Pyrmont. Helenes Sohn Charles (Carl Eduard) (1884–1954) wurde in Claremont House geboren. Seine Mutter Helene lebte dort bis zu ihrem Tod 1922. Carl Eduard wurde später deutscher Staatsbürger und 1900 letzter regierender Herzog von Sachsen-Coburg und Gotha.
Ende des 19. Jahrhunderts wurde auf Teilen des Parkgeländes ein Golfplatz angelegt. Im Ersten Weltkrieg diente das Haus als Lazarett bzw. Mädchenschule.

### Konfiskation und Reprivatisierung
Nach dem Tod seiner Mutter Helene von Waldeck-Pyrmont 1922 wurde Herzog Carl Eduard das Erbe Claremont von der britischen Regierung mit der Begründung verweigert, er habe im Ersten Weltkrieg als General des britischen Kriegsgegners Deutschland gedient. Claremont wurde konfisziert und noch 1922 von der staatlichen Treuhandverwaltung verkauft an den Reeder Sir William Corry, Direktor der Cunard Line. Als dieser 1926 starb, ging das Anwesen durch die Hände mehrerer Grundstücksspekulanten, 1928 (kurz vor der Weltwirtschaftskrise) kaufte es der damals in England lebende, deutschstämmige Finanzspekulant Eugen Spier. Ein Großteil des Landschaftsparks wurde an ein Bauentwicklungskonsortium veräußert und seit den 1920er Jahren mit Wohnhäusern bebaut.
Als Claremont House 1930 leerstand und zum Abbruch vorgesehen war, wurde es zusammen mit den Stallungen, dem Belvedere-Turm und zwölf Hektar des Parks von der privaten Claremont Fan Court School erworben, die dort ab 1931 bis heute in Anlehnung an die Glaubensrichtung der Christian Science unterrichtet, zunächst nur Mädchen, heute auch Jungen. Während des Zweiten Weltkrieges war die Schule ausgelagert nach Llandrindod Wells in Wales. In dieser Zeit wurde das Haus an das Flugzeugbauunternehmen Hawker Aircraft vermietet, dessen Entwurfsabteilung unter Leitung von Sydney Camm dort das Kampfflugzeug Hawker Tempest entwickelte.
1949 wurden 20 Hektar des Parks (insbesondere der Pleasureground, also der besonders intensiv gestaltete Parkbereich nahe dem Herrenhaus) dem National Trust geschenkt, um ihn sicher zu erhalten; die Pflege wurde zunächst vom Elmbridge Borough Council durchgeführt, ab 1979 vom National Trust. Insgesamt sind knapp 60 Hektar des ursprünglichen Parks erhalten; Neben der Schule und dem National Trust als Haupteigentümer befinden sich einige kleinere Teile in Privatbesitz. Von 1975 bis 1980 wurde ein Restaurierungsprogramm im Park durchgeführt, unterstützt von Mitteln der Slater Foundation. Seit 1996 ist der Belvedere-Turm wieder öffentlich zugänglich.
Das Herrenhaus und der Park von Claremont House sind heute im English Heritage Register of Parks and Gardens of Special Historic Interest in England als „Grade I“ (Anlage von außergewöhnlich hoher Bedeutung) eingestuft, das Belvedere als Grade II*.

### Bilder

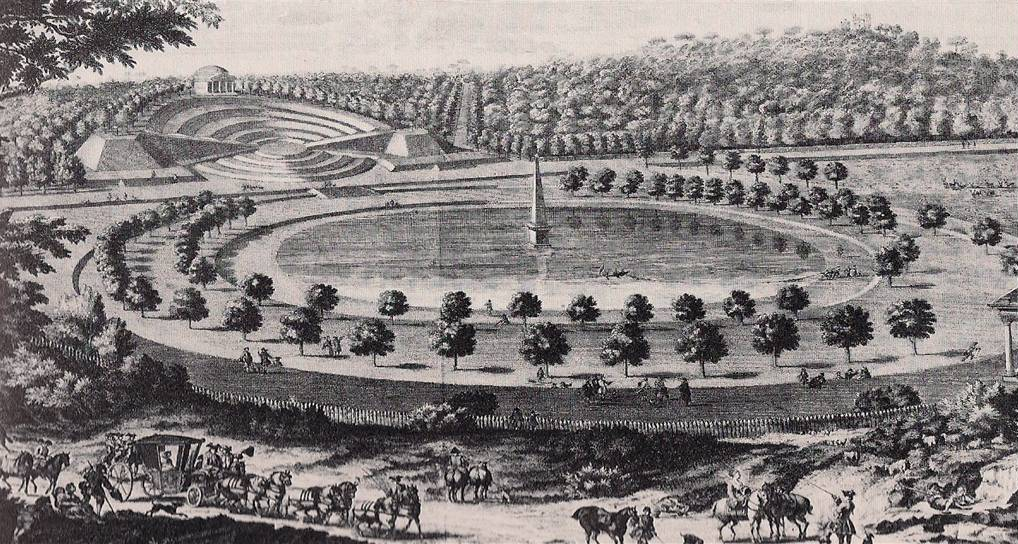
Ursprüngliche Gestalt des „Amphitheaters“ von William Kent
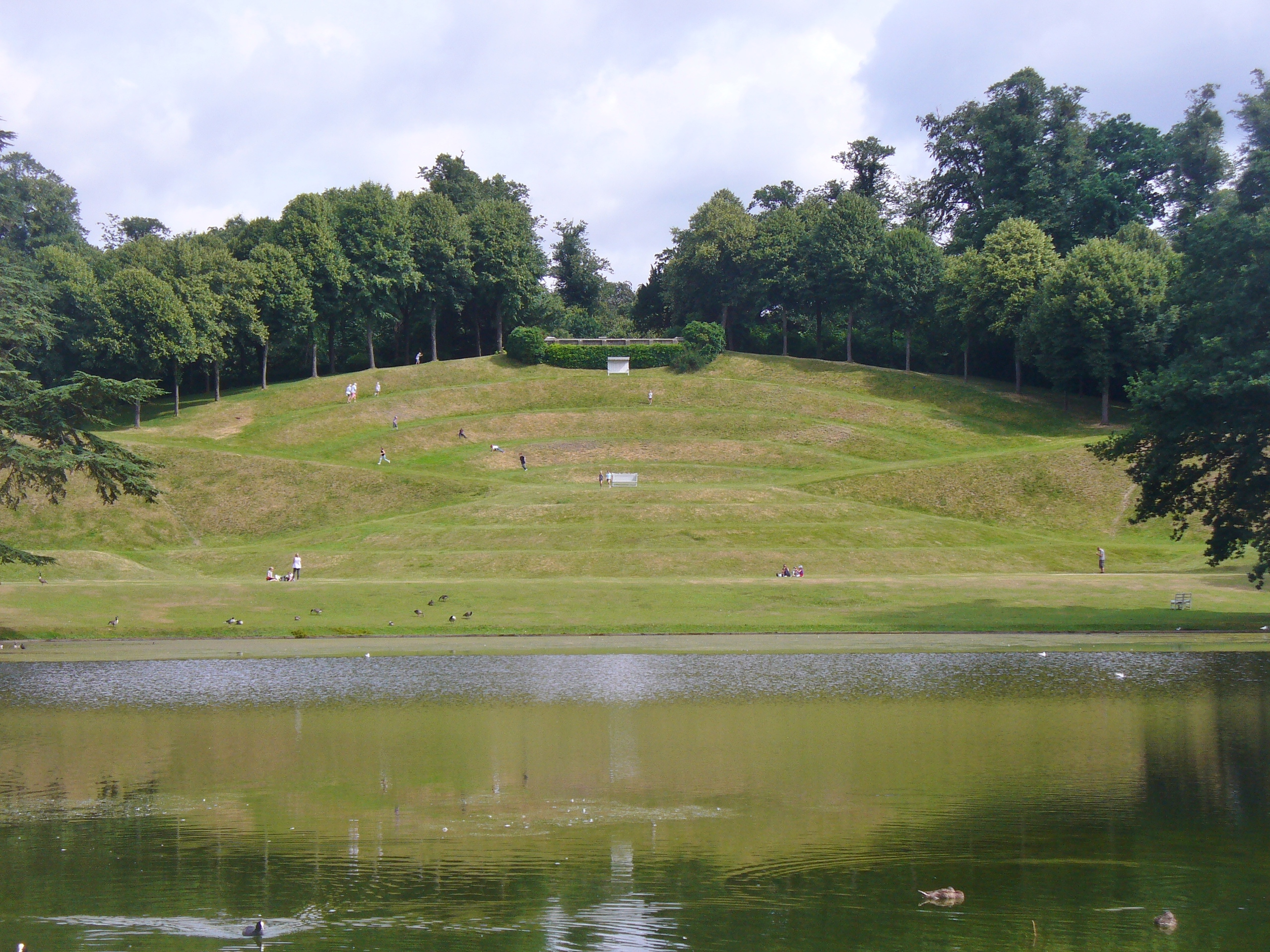
Heutige Gestalt
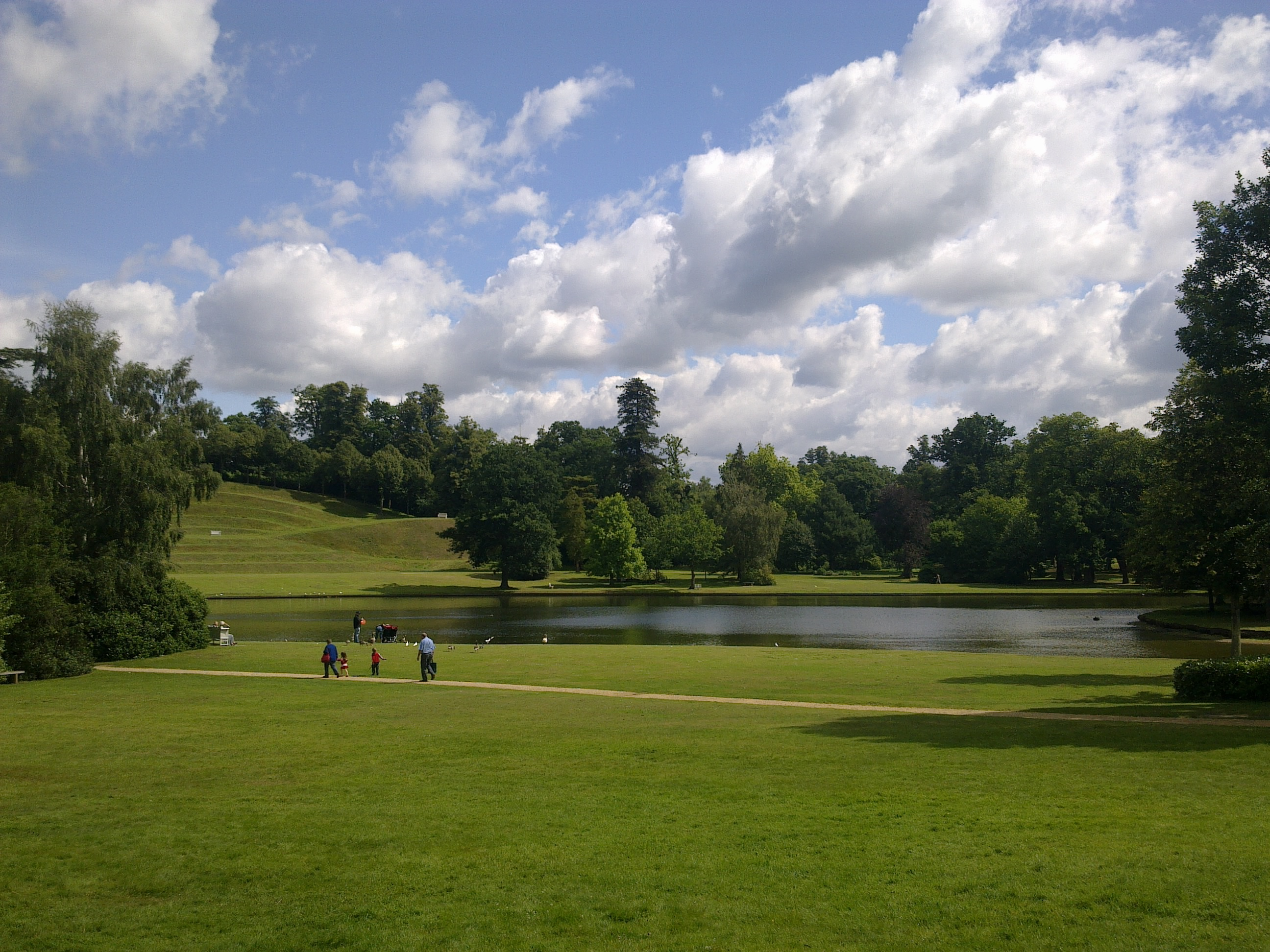
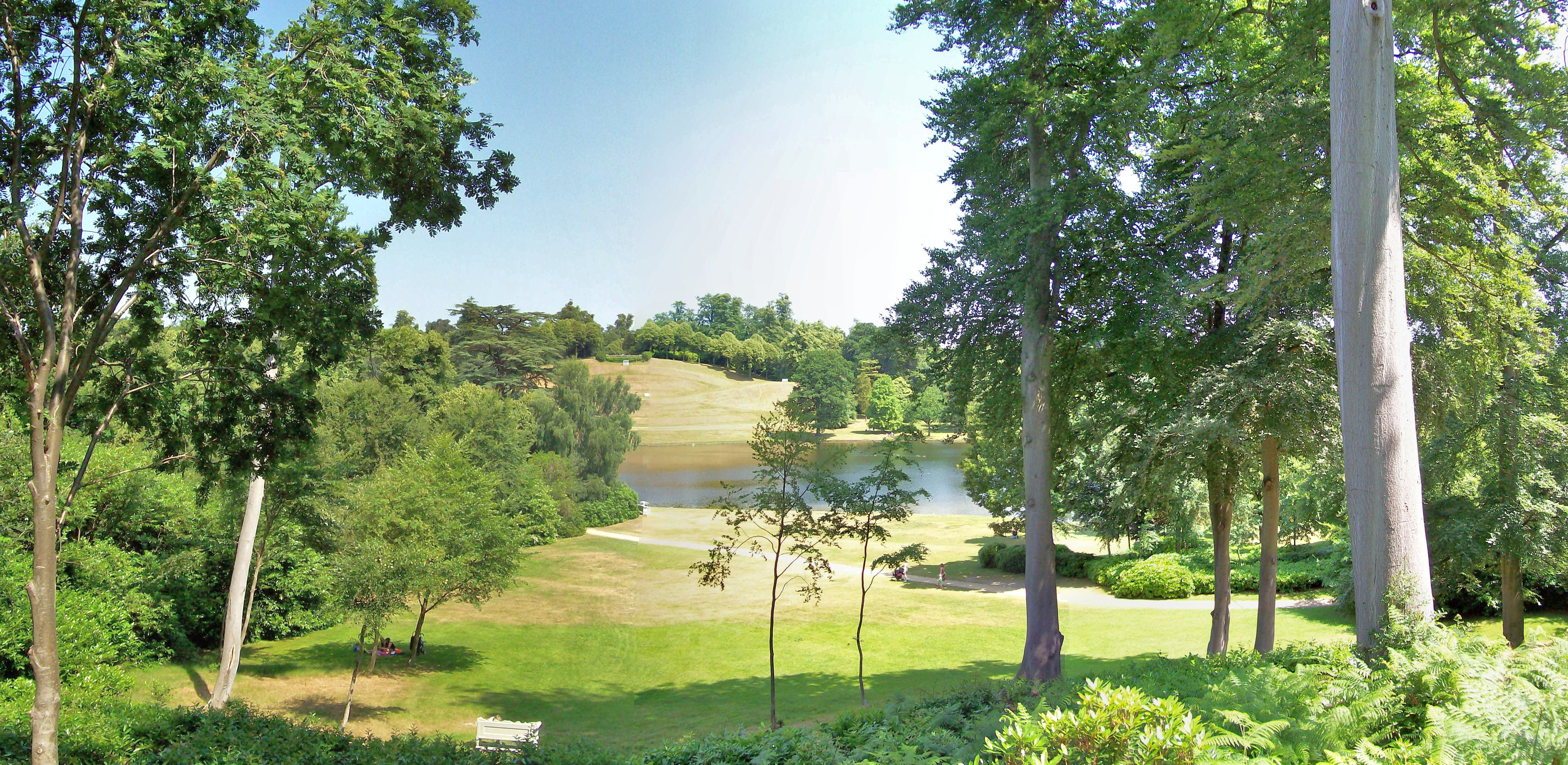
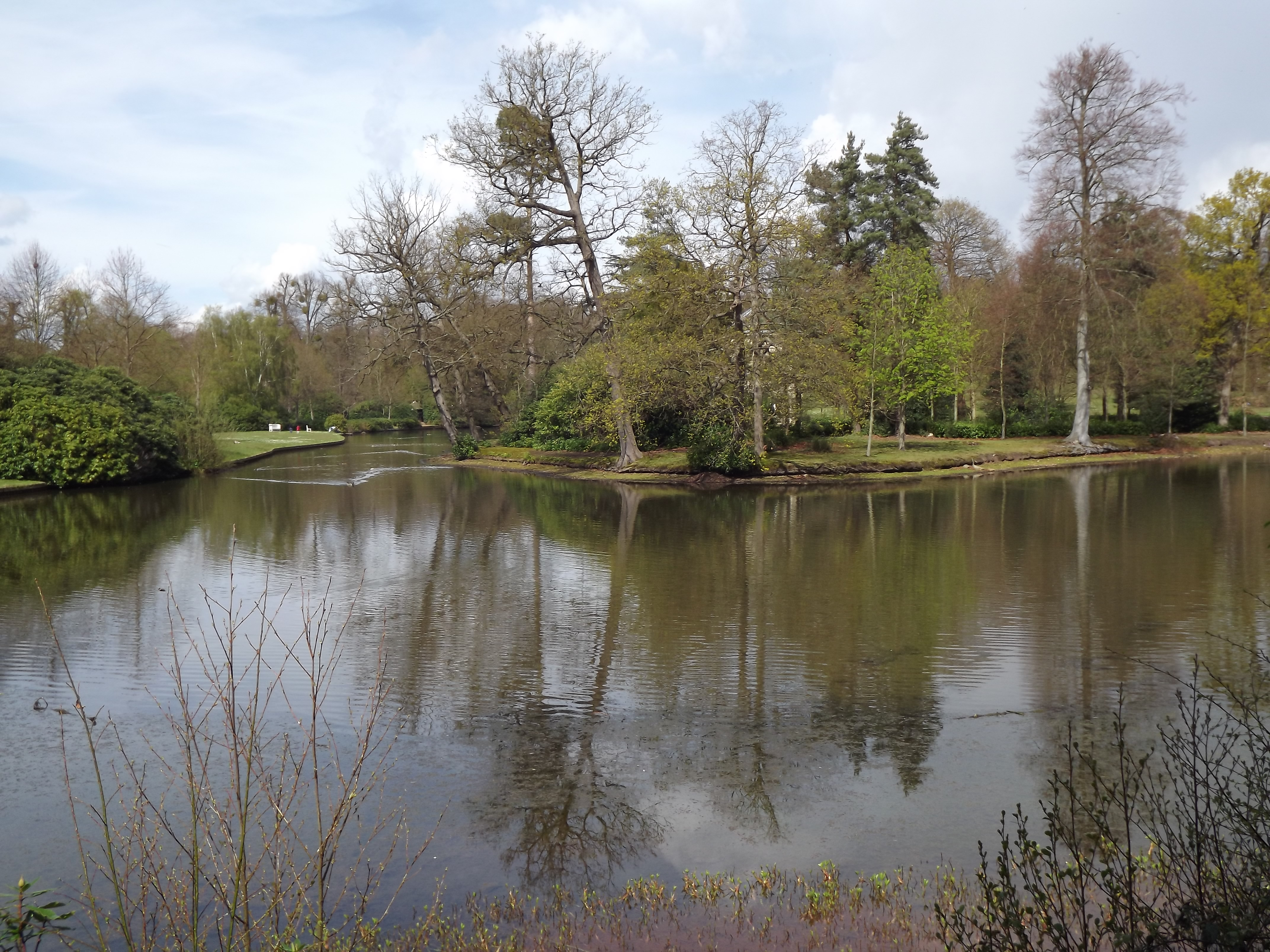